# Eva Pallarés
Eva Pallarés Nieto (Tarragona, 27 de febrero de 1977) es una actriz, guionista, directora y presentadora. Se dio a conocer al gran público interpretando al personaje de Natalia en la película AzulOscuroCasiNegro (2006), de Daniel Sánchez Arévalo.

## Biografía
Comenzó en el mundo del teatro y, con tan sólo quince años, escribió y dirigió su primera obra. Estudió Humanidades en Madrid, pero pronto descubrió que su futuro estaba en el mundo de la interpretación.
El grueso de su carrera como actriz, escritora o directora ha estado centrado en los cortometrajes y, como actriz, ha participado en varios cortometrajes de gran relevancia, como Gris (2003) de Álex Montoya, ¿Y si hacemos un trío? (2004) de Álex Montoya o La culpa del alpinista (2004), dirigida por Daniel Sánchez Arévalo con guion de Julio Médem. Ya en 2006,  consiguió realizar su primer papel protagonista en la cinta AzulOscuroCasiNegro, de Daniel Sánchez Arévalo.
Su estreno como directora de cine se produjo con el cortometraje Tutoría, donde fue acompañada en la dirección por José Carlos Ruiz; mientras que como guionista es la responsable de los guiones de cortometrajes tan estimables como el mencionado Tutoría, Amiguísimas (que coprotagonizó junto con Alba Gárate -Lantana) o Cuando diga papá.
Recientemente se representó la obra de teatro eNBlanco, de la que ella es su productora, protagonista, directora y guionista. Los otros intérpretes de eNBlanco son Álex García (conocido por las series Sin tetas no hay paraíso y Amar en tiempos revueltos) y Bárbara Santa Cruz (Pagafantas).
El 19 de febrero de 2010 se estrenó la película Amores locos de Beda Docampo Feijoó]], donde interpreta un papel secundario.
Además de sus facetas como actriz, guionista o directora, Eva Pallarés trabajó a comienzos de 2009 como presentadora en una serie de reportajes para Adtitud TV y ha fundado una productora de cine o teatro llamada Larisadelúltimo producciones. Por otro lado, la actriz forma parte del grupo de poesía mix music EWA&FILLE.
Su trabajo más reciente es el cortometraje Mujer madre trabajadora quiere..., con el que quedó finalista en la edición 2010 del Certamen de cine y trabajo de CC.OO.

### Cortometrajes de Eva Pallarés en YouTube y otros portales de vídeo online
- "La culpa del alpinista", de Daniel Sánchez Arévalo
- "Tutoría", de Eva Pallarés y José Carlos Ruiz (guion de Eva Pallarés)
- "Cuando diga papá", de Eva Pallarés (guion de Eva Pallarés)
- "Amiguísimas", de José Carlos Ruiz (guion de Eva Pallarés)
- "Los planetas" (parte 1), de José Carlos Ruiz
- "¿Qué diría Freud de todo esto?", de Eduardo Vallejos (enlace roto disponible en Internet Archive; véase el historial, la primera versión y la última).
- "Proverbio chino", de Javier San Román
- "Acampada", de Javier San Román
- "Bien amados", con guion de Eva Pallarés

- Datos: Q5852543